# القنب الهندي في الكاميرون
القنب الهندي في الكاميرون غير قانوني؛ يشار إلى العقار محليًا باسم بانجا.

## الاستخدام الطبي
في الكاميرون, تقوم النساء تقليديًا بسحق أوراق القنب ووضعها على البطن لتخفيف آلام النساء أثناء المخاض, يتم إدخال القنب في المهبل للحفاظ على الاحتكاك الجاف لعشيقهن, ومزج الحشيش بالزيت كمنشط للشعر لتحفيزها. نمو.
في عام 2001, ذكرت هيئة الإذاعة البريطانية أن الكاميرون ستشرعن القنب الطبي, لكنها تستورد إمداداتها من كندا.

## الإتجار
خدم مطار دوالا ومطار ياوندي في الكاميرون كمراكز عبور لتصدير الحشيش إلى أوروبا, سواء الحشيش المنتج محليًا وكذلك المنتج من جمهورية الكونغو الديمقراطية ونيجيريا. 